# Pompeo Ugonio
Pompeo Ugonio, in latino Pompeius Ugonius (1550 circa – Roma, 28 aprile 1614), è stato un religioso, bibliotecario e antiquario italiano.

## Biografia
Pompeo Ugonio frequentò il Collegio Romano, dove si laureò in arti nel 1569. Ebbe tra i suoi professori probabilmente i gesuiti Fulvio Cardulo, Giovanni Pietro Maffei, Domenico Buonacorsi, Orazio Torsellini e Paolo Comitoli.
In occasione della laurea fece stampare in un volume dedicato al cardinale Giacomo Savelli un sommario delle tesi che avrebbe difeso pubblicamente. Canonico della Basilica Vaticana (1572), negli anni '70 fu bibliotecario e antiquario del cardinale, Ascanio Colonna, grande collezionista di antichità.
Il 4 novembre 1586 Ugonio ottenne la cattedra di retorica presso l'Archiginnasio romano della Sapienza, e tenne la sua prolusione inaugurale De lingua Latina (Romae, apud Ioannem Martinellum, 1586). Quando papa Sisto V fece spostare l'obelisco vaticano nella sua attuale posizione in Piazza San Pietro nel 1586, Ugonio celebrò l'impresa, realizzata dall'architetto Domenico Fontana, in una serie di poesie pubblicate nel 1587 con il titolo De sanctissima cruce in vertice obelisci vaticani.
Pompeo Ugonio fu anche autore di elogi funebri, come quelli dei cardinali Giacomo Savelli, Anton Maria Salviati (1537–1602) e Andrea d'Austria, e di scritti commemorativi di Papa Leone X.
La Historia delle stationi di Roma è l'opera maggiore di Ugonio. Pubblicata nel 1588 e dedicata a Camilla Peretti, sorella di papa Sisto V, era il preludio di un'opera molto più ampia che avrebbe consumato Ugonio fino alla sua morte nel 1614, il Theatrum urbis Romae, una raccolta di materiale erudito di mole così vasta che non vide mai la pubblicazione, e sopravvive oggi solo in due voluminose raccolte manoscritte (Cod. Vat. Barb. Lat. 1994, e Ms. I, 161, Biblioteca Ariostea, Ferrara). In una serie di mappe schematiche, Ugonio tracciò la storia di Roma come un continuum dalle origini attraverso la sua trasformazione in una capitale cristiana, fino a raggiungere il culmine ai suoi tempi, con il piano urbanistico previsto, e in parte realizzato, da Sisto V. Le informazioni raccolte da Ugonio nel Theatrum, disordinate e quindi difficili da decifrare, riguardano sia reperti antichi che monumenti contemporanei, con una chiara enfasi sull'antichità.
Il suo contemporaneo più anziano, l'umanista rinascimentale e ricercatore Fulvio Orsini, lo definì in una lettera del 7 luglio 1589: giovane Romano et assai bene incaminato nelle lettere.
Ben noto per la sua erudizione e particolarmente apprezzato da papa Clemente VIII, il 22 novembre 1603 Pompeo Ugonio fu nominato correttore e segretario presso la Tipografia Vaticana in sostituzione di Pierre Morin.

## Pubblicazioni
- (LA) Pompeo Ugonio, De lingua latina oratio, Romae, apud Ioannem Martinellum, 1586.
- (LA) Pompeo Ugonio, Oratio de laudibus literarum, Romae, apud Iacobum Ruffinellum, 1588.
- (LA) Pompeo Ugonio, Oratio in funere Jacobi Sabelli cardinalis, Romae, apud V. Accoltum, 1587.
- (LA) Pompeo Ugonio, Oratio in anniversariis exequiis Leonis X, Romae, excudebat Vincentius Accoltus, 1587.
- (LA) Pompeo Ugonio, De sanctissima cruce in vertice obelisci Vaticani, Romae, ex typographia Vincentij Accolti, 1587.
- Pompeo Ugonio, Historia delle Stationi di Roma che si celebrano la Quadragesima, Roma, appresso Bartolomeo Bonfadino, 1588.
- (LA) Pompeo Ugonio, Oratio habita in funere serenissimi principis Andreae S. R. E. Card. ab Austria, Romae, apud Stephanum Paulinum, 1601.
- (LA) Pompeo Ugonio, In funere amplissimi cardinalis Antonii Mariae Salviati oratio ad sacrum senatum, Romae, Apud A. Zannettum, 1603.